# الإسلام في أيسلندا

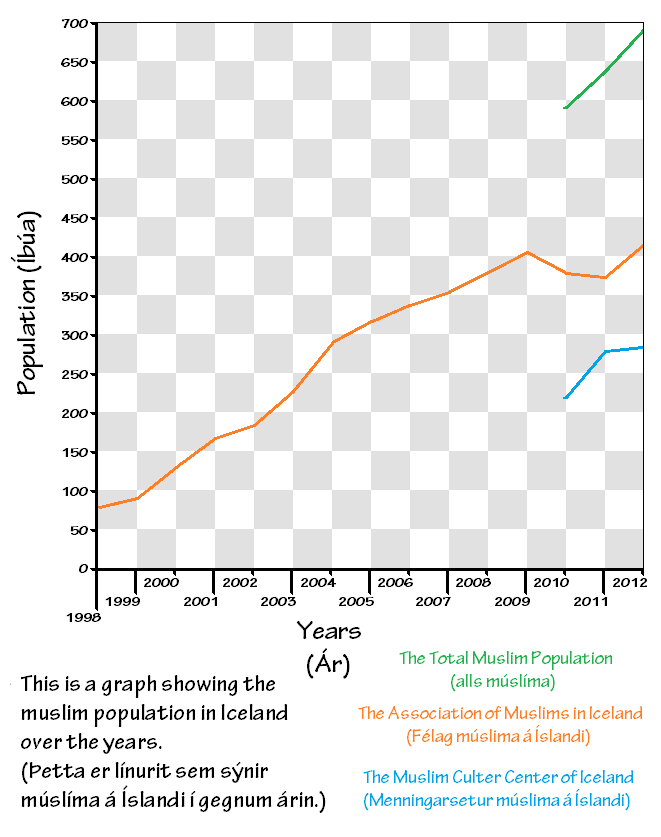
رسم بياني يوضح تزايد عددٍ المسلمين في دولة أيسلندا

لآيسلندا أقلية صغيرة نسبياً من المسلمين وقد تكون الأصغر على مستوى العالم باستثناء الدول والجزر الصغيرة. تشير الإحصاءات الرسمية إلى أن عدد المسلمين أقل من 1300 أو 0.33٪ من إجمالي عدد السكان البالغ 385,230.
بني أول مسجد في ايسلندا في سنة 2012 وأطلق عليه مسجد ريكيفايك تحت تبرعات الطلبة المسلمين في الجامعات الايسلندية.